# Шагба
Шагба (араб. شهبا) — місто на півдні Сирії, в провінції Ас-Сувейда. Місто є адміністративним центром мінтаки Шагба, одного з трьох районів провінції. Населення становить 14 784 мешканців. Місто розташоване на висоті 1 082 м над рівнем моря.
32°51′15″ пн. ш. 36°37′45″ сх. д. / 32.85417° пн. ш. 36.62917° сх. д.